# أرنولد هيرتز
أرنولد هيرتز هو لاعب هوكي الجليد سويسري، (ولد في سويسرا 1910 – 1993 م).

## وصلات خارجية
- أرنولد هيرتز على موقع EliteProspects.com (الإنجليزية)
- أرنولد هيرتز على موقع أوليمبيديا (الإنجليزية)